# Auferstehungskirche (Gebersheim)

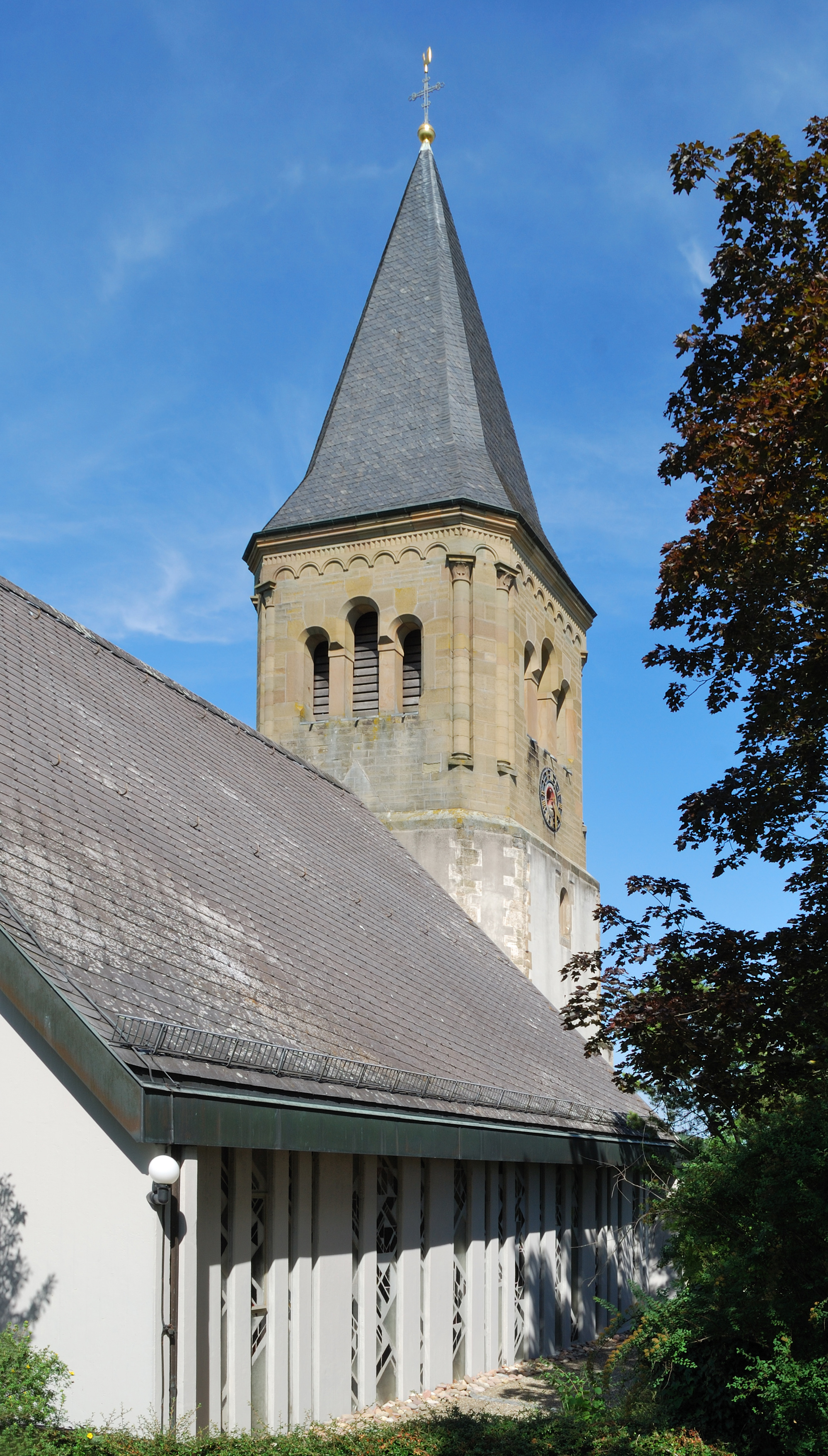
Auferstehungskirche in Gebersheim

Die evangelische Auferstehungskirche steht in Gebersheim, einem Ortsteil der Stadt Leonberg im Landkreis Böblingen in Baden-Württemberg. Das Bauwerk ist beim Landesamt für Denkmalpflege Baden-Württemberg als Baudenkmal eingetragen. Die Kirchengemeinde gehört zum Kirchenbezirk Leonberg der Evangelischen Landeskirche in Württemberg.

## Beschreibung
Den beiden unteren achteckigen Geschossen des ehemaligen Chorturms im Osten des Langhauses der Saalkirche wurde 1864 nach einem Entwurf von Christian Friedrich von Leins ein neuromanisches Geschoss zur Unterbringung der Turmuhr und des Glockenstuhls hinter den als Triforien gestalteten Klangarkaden aufgesetzt und mit einem schiefergedeckten, spitzen Helm bedeckt. Das 1588 gebaute Langhaus wurde 1968 abgebrochen und 1969 durch einen Neubau ersetzt.